# Egzekutywa Zjednoczenia Narodowego
Egzekutywa Zjednoczenia Narodowego (EZN) – władza wykonawcza powstała w 1954 jako organ wykonawczy Tymczasowej Rady Jedności Narodowej, od której w 1956 otrzymała uprawnienia rządu. Funkcjonowała do 1972.

## Skład EZN
| lata                 | przewodniczący     | sprawy obrony narodowej | zastępca przewodniczącego | sprawy zagraniczne | sprawy akcji zewnętrznych     | sprawy skarbowe / sprawy finansowe (od 15 marca 1967)   | sprawy wewnętrzne / sprawy krajowe (od 15 marca 1967)  | informacja            | sprawy ziem zachodnich | sprawy emigracji   | przedstawiciel w Waszyngtonie | sprawy Kościoła   | sprawy kultury     | sprawy polskiej akcji niepodległościowej w świecie |
| -------------------- | ------------------ | ----------------------- | ------------------------- | ------------------ | ----------------------------- | ------------------------------------------------------- | ------------------------------------------------------ | --------------------- | ---------------------- | ------------------ | ----------------------------- | ----------------- | ------------------ | -------------------------------------------------- |
| Od 27 sierpnia 1954: | Roman Odzierzyński | Roman Odzierzyński      | Adam Ciołkosz             | Jan Starzewski     | brak danych                   | Kazimierz Sabbat                                        | Zbigniew Stypułkowski                                  | Bolesław Wierzbiański | brak danych            | brak danych        | brak danych                   | brak danych       | brak danych        | brak danych                                        |
| od 29 lutego 1956:   | Adam Ciołkosz      | Tadeusz Komorowski      | brak danych               | Jan Starzewski     | brak danych                   | Kazimierz Sabbat                                        | Zbigniew Stypułkowski                                  | Witold Czerwiński     | brak danych            | brak danych        | brak danych                   | brak danych       | brak danych        | brak danych                                        |
| od 1959:             | Witold Czerwiński  | Tadeusz Komorowski      | Adam Ciołkosz             | Jan Starzewski     | brak danych                   | Kazimierz Sabbat                                        | Zbigniew Stypułkowski                                  | Witold Czerwiński     | Kazimierz Machliński   | brak danych        | brak danych                   | brak danych       | brak danych        | brak danych                                        |
| od 15 stycznia 1963: | Adam Ciołkosz      | Tadeusz Komorowski      | brak danych               | Jan Starzewski     | brak danych                   | Józef Płoski, Wiktor Romanow-Głowacki, Kazimierz Sabbat | Witold Czerwiński, Tadeusz Drzewicki, Władysław Kański | Witold Czerwiński     | Kazimierz Machliński   | Stefan Soboniewski | Zbigniew Stypułkowski         | brak danych       | brak danych        | brak danych                                        |
| od 19 grudnia 1966   | Jan Starzewski     | Tadeusz Komorowski      | Adam Ciołkosz             | Jan Starzewski     | brak danych                   | Józef Płoski, Wiktor Romanow-Głowacki, Kazimierz Sabbat | Witold Czerwiński, Tadeusz Drzewicki, Władysław Kański | Witold Czerwiński     | Kazimierz Machliński   | Stefan Soboniewski | Zbigniew Stypułkowski         | brak danych       | brak danych        | brak danych                                        |
| od 15 marca 1967:    | Kazimierz Sabbat   | Tadeusz Komorowski      | Adam Ciołkosz             | Jan Starzewski     | brak danych                   | Krystyn Ostrowski                                       | Józef Poniatowski                                      | Witold Czerwiński     | Kazimierz Machliński   | Stefan Soboniewski | Zbigniew Stypułkowski         | Tadeusz Drzewicki | Józef Zielicki     | brak danych                                        |
| od 12 lutego 1970:   | Kazimierz Sabbat   | Tadeusz Komorowski      | Adam Ciołkosz             | Jan Starzewski     | Zbigniew Jesiończyk-Słupnicki | Krystyn Ostrowski                                       | Józef Poniatowski                                      | Witold Czerwiński     | Kazimierz Machliński   | Stanisław Borczyk  | Zbigniew Stypułkowski         | Tadeusz Drzewicki | Józef Zielicki     | Stanisław Wiszniewski                              |
| od 15 lipca 1971     | Kazimierz Sabbat   | Tadeusz Komorowski      | Adam Ciołkosz             | Jan Starzewski     | Zbigniew Jesiończyk-Słupnicki | Krystyn Ostrowski                                       | Józef Poniatowski                                      | Witold Czerwiński     | Kazimierz Machliński   | Józef Zielicki     | Zbigniew Stypułkowski         | Tadeusz Drzewicki | Czesław Czapliński | Stanisław Wiszniewski                              |